# L'amico del cuore (film 2019)
L'amico del cuore (Our Friend) è un film statunitense del 2019 diretto da Gabriela Cowperthwaite.

## Trama
Dopo aver ricevuto notizie che cambiano la vita, il tumore della moglie, una coppia trova un supporto inaspettato dal loro migliore amico, che portano un impatto molto più grande di quanto chiunque avrebbe mai potuto immaginare.